# Roger Marche
Roger Marche (5 de març de 1924 - 1 de novembre de 1997) fou un futbolista francès.

## Selecció de França
Va formar part de l'equip francès a la Copa del Món de 1954 i 1958.

## Palmarès
Stade Reims
- Ligue 1: 1949, 1953
- Coupe de France: 1950
- Trophée des Champions: 1949
- Copa Llatina: 1953
- Copa Charles Drago: 1954
- Copa del Món de Futbol de 1958: Tercera posició